# Liste der deutschen Botschafter in Neuseeland
Die Liste der deutschen Botschafter in Neuseeland enthält die Botschafter der Bundesrepublik Deutschland in Neuseeland.
Die deutsch-neuseeländischen Beziehungen beginnen mit Einrichtung der Gesandtschaft 1953. 1964 wurde die Gesandtschaft zur Botschaft umgewidmet. Der deutsche Botschafter in Wellington ist ebenfalls für die Länder Cookinseln, Kiribati, Niue, Samoa, Tonga und Tuvalu akkreditiert.

## Botschafter der Bundesrepublik Deutschland in Neuseeland

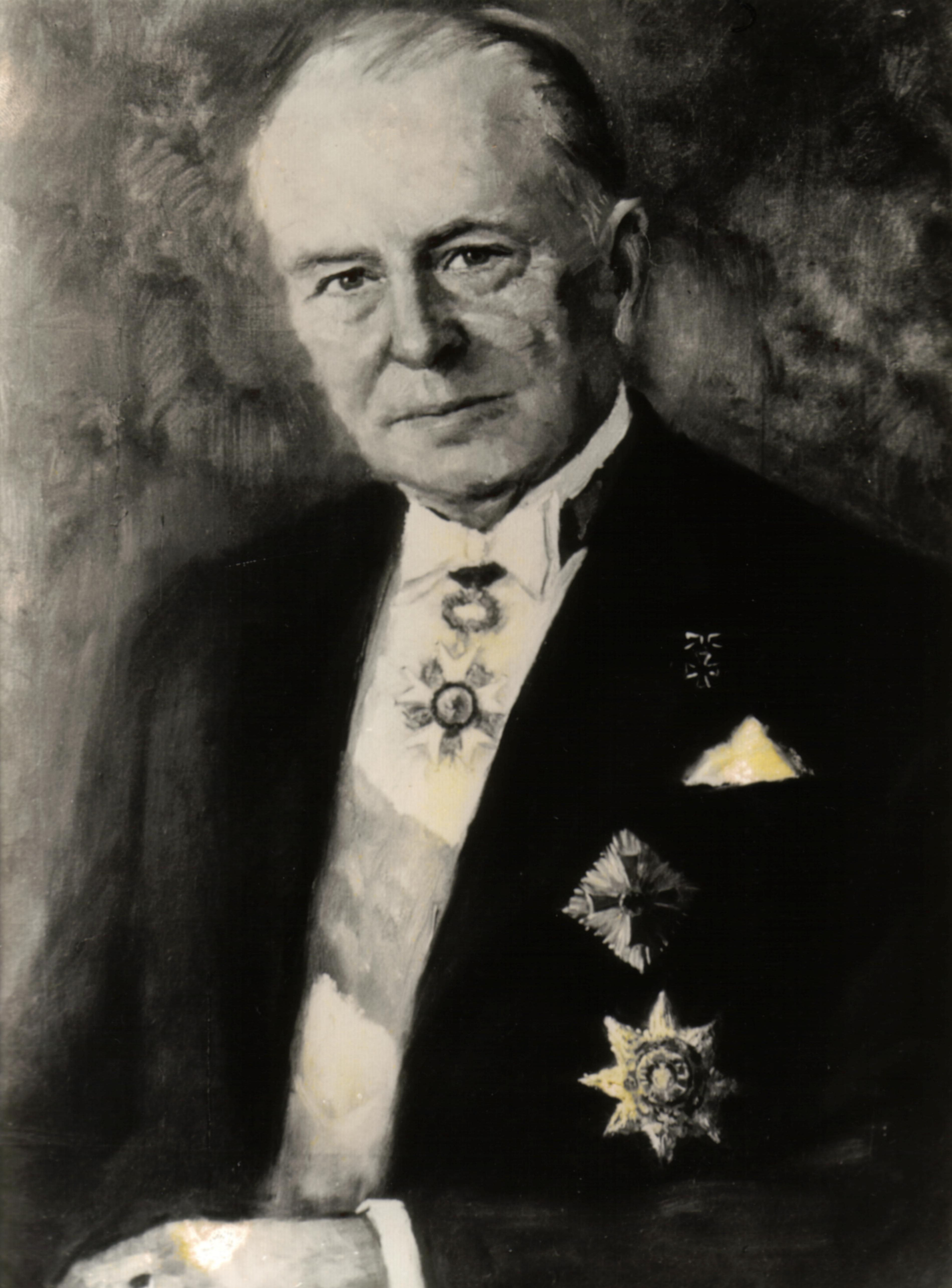
Erich Boltze

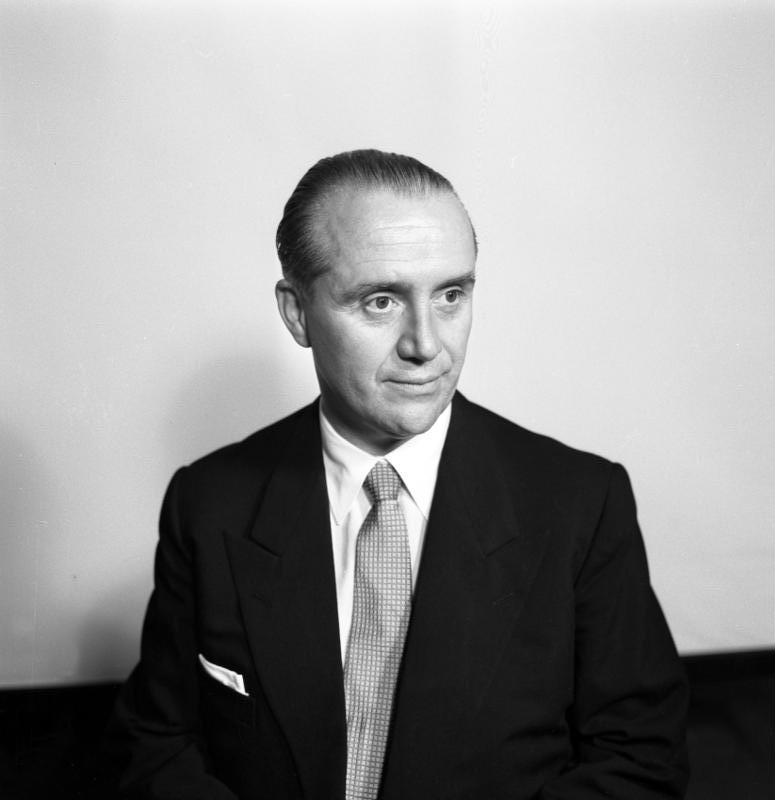
Kurt Luedde-Neurath (1958)

| Name                   | Amtszeit  | Anmerkungen           |
| ---------------------- | --------- | --------------------- |
| Erich Boltze           | 1953–1956 | Gesandter             |
| Herbert Conrad Nöhring | 1957–1965 | Gesandter             |
| Heinrich Köhler        | 1965–1968 |                       |
| Kurt Luedde-Neurath    | 1968–1970 |                       |
| Eckard Briest          | 1970–1974 |                       |
| Otto Soltmann          | 1974–1978 |                       |
| Karl Döring            | 1978–1979 |                       |
| Hans Alfred Steger     | 1980–1985 |                       |
| Horst Becker           | 1985–1989 |                       |
| Gerhard Weber          | 1989–1995 |                       |
| Eberhard Nöldeke       | 1995–2000 |                       |
| Guido Heymer           | 2000–2002 |                       |
| Erich Riedler          | 2002–2005 |                       |
| Jörg Zimmermann        | 2005–2009 |                       |
| Thomas Hermann Meister | 2009–2012 |                       |
| Anne-Marie Schleich    | 2012–2016 |                       |
| Gerhard Thiedemann     | 2016–2019 |                       |
| Stefan Krawielicki     | 2019–2022 |                       |
| Michael Feiner         | 2022      | Geschäftsträger a. i. |
| Nicole Menzenbach      | seit 2022 |                       |